# Сестре (ТВ серија из 2010)
Сестре (шп. Cuando me enamoro) мексичка је теленовела, продукцијске куће Телевиса, снимана током 2010. и 2011.
У Србији је приказивана током 2011. и 2012. на телевизији Пинк.

## Синопсис
Ово је прича о Ренати и Херониму, и страсној и дубокој љубави која је осуђена на патњу због освете и лажи.
Када Херонимо упозна Ренату схвата да је она жена његовог живота и она му узвраћа љубав, не знајући да ће њена мајка Хосефина и сестра Роберта уништити њену срећу. Оне наводе Херонима да помисли да се Рената поиграла осећањима његовог брата Рафаела који се због ње убио, а заправо је Роберта била Рафаелова девојка. Херонимо се на братовом гробу куне да ће осветити његову смрт и упркос љубави коју осећа према Ренати, жени се њоме, води је на своје имање и одлучује да је натера да пати.
Рената је одувек веровала да ја Хосефина њена мајка, а Роберта сестра близнакиња. Ипак, истина је да је Хосефина била љубавница Роберта, који је отац обе девојке, а Рената је ћерка његове жене Рехине. Роберто гине у несрећи и када је Хосефина сазнала да је једина наследница његовог богатства Рената, отела је девојчицу и представила је као сестру близнакињу своје ћерке Роберте, планирајући да тражи богатство када Рената напуни 25 година.
Рехина никада није престала да тражи своју ћерку, а живот је посветила помагању самохраним мајкама. Није ни сањала да ће се историја поновити, али овога пута обрнуто - када се љубав врати у њен живот, заљубиће се у Хосефининог мужа Гонзала.
Херонимо прекасно сазнаје да су га Роберта и Хосефина превариле. Рањена и разочарана његовим понашањем, Рената га напушта. Од тог тренутка, Херонимо ће учинити све да му Рената опрости, али ствари се компликују јер у њеном животу постоји још један мушкарац који ће се борити за њену љубав.

## Ликови
- Рената (Силвија Наваро) - Рената је Робертина полусестра и биолошка кћерка Роберта и Рехине. Она је прекрасна жена, која зна да ужива у животу и мрзи неправду. Карактерна је и одлучна и у стању је да се носи са проблемима које јој живот доноси. Након што је упознала Херонима, одмах је осетила да је пронашла љубав свог живота. Рената је такође сигурна у то да је он њена сродна душа, али из прикрајка вребају њена мајка Хосефина и полусестра Роберта, које ће бити одговорне за њену несрећу.
- Херонимо (Хуан Солер) - Херонимо је успешан послован човек. Врло је мудар, племенит и мрзи неправду. Након што упозна Ренату, одмах осети да је пронашао љубав свога живота. Након што Хосефина и Роберта увере Херонима да се Рената поиграла са осећањима његовог брата Рафаела и да се он због ње убио, Херонимо се на гробу закуне брату да ће осветити његову смрт. Закуне се да ће ишчупати Ренату из свог срца. Ожени се њоме под лажним изговором и одведе је на своје имање где ће се потрудити да она пати због свега што је учинила. Херонимо прекасно схвати да је жртва злокобног сценарија који су осмислиле Хосефина и Роберта. Повређена окрутним и понижавајућим понашањем свог супруга, Рената напушта Херонима. Од тога дана Херонимо ће покушати да добије њен опроштај по сваку цену, али то неће бити једноставно јер Ренатино срце жели да освоји други мушкарац.
- Хосефина Фина (Росио Банкелс) - Хосефина је била у краткој вези са архитектом Робертом кад је непланирано остала у другом стању. Након тога је тражила од њега да остави жену и дође да живи са њом и кћерком Робертом, али он је то одбио, и понудио јој новчану помоћ у замену да она напусти земљу. Хосефина је на то пристала. Отишла је у мали град, пронашла посао и скривала се неколико година. Запослила код Констансе Монтерубио и њеног брата Гонсала. Реч је о врло богатој породици. Након неког времена Гонсало и Хосефина су се венчали. Међутим, Хосефина се појављује на првом рођендану Рехининог детета. Током жучне расправе између Роберта и Хосефине његова жена сазна истину, одлази од њега и са собом одводи њихову кћерку. Роберто доживи срчани удар и Хосефина, искоришћава прилику, отима Рехинину кћерку. Након изненадне Робертове смрти, схвативши да је Рената његова једина законска насљедница, Хосефина је отела девојчицу и уверила све да је она њена мајка и да је девојчица Робертина сестра близанкиња. Намерава да преотме Ренати наследство када напуни 25 година.

## Глумачка постава

### Главне улоге
| Глумац:        | Улога:                        |
| -------------- | ----------------------------- |
| Силвија Наваро | Рената Алварес Мартинес       |
| Хуан Солер     | Херонимо Линарес де ла Фуенте |

### Споредне улоге
| Глумац:              | Улога:                                            |
| -------------------- | ------------------------------------------------- |
| Џесика Коч           | Роберта Алварес Мартинес                          |
| Росио Банкелс        | Хосефина Фина Алварес Мартинез де Монтерубио Пепа |
| Хосе Рон             | Матијас Монтерубио                                |
| Лисардо              | Агустин Дунант                                    |
| Хулијета Росен       | Рехина Соберон де Гамба                           |
| Рене Касадос         | Гонзало Монтерубио                                |
| Гиљермо Капетиљо     | Антонио Ириондо                                   |
| Луис Гатика          | Ласаро Лопез                                      |
| Гретел Валдес        | Матилде Лопез                                     |
| Оливија Бусио        | Инес Фонсека Дел Ваље                             |
| Алфредо Адаме        | Онорио Санчез                                     |
| Лурдес Мунхија       | Констанса Монтерубио де Санчез                    |
| Јоланда Вентура      | Карина Агилар де Несме                            |
| Алеида Нуњез         | Алфонсина                                         |
| Карлос де ла Мота    | Карлос Естрада                                    |
| Ирма Дорантес        | Каталина де Соберон                               |
| Себастијан Сурита    | Рафаел Гутијерез                                  |
| Алехандро Руиз       | Есекијел                                          |
| Сузан Таунтон        | Лусијана Пениче                                   |
| Одисео Бичир         | доктор Алваро Несме                               |
| Магда Карина         | Бланка Кампос                                     |
| Венди Гонзалез       | Адријана Белтран #1                               |
| Флоренсија де Сараћо | Адријана Белтран #2                               |
| Себастијан Руљи      | Роберто Гамба                                     |
| Лидија Авила         | Рехина Соберон де Гамба (у млађим данима)         |
| Маргарита Магања     | Хосефина Пепа Алварес Мартинез (у млађим данима)  |
| Силвија Манрикез     | Каталина де Собрегон (у млађим данима)            |

## Занимљивости
- Серија је настала према књизи мексичке ауторке Каридад Браво Адамс. Теленовела „Сестре“ представља пету прераду ове приче.[3]
- Године 1965. Телевиса је снимила теленовелу под називом „La mentira“ (Лаж) са Хулисом, Енрикеом Лизалдеом и Фани Кано у главним улогама. Иста продукција је 1982. снимила нови римејк под називом „El amor nunca muere“ (Љубав никад не умире) са Кристијан Бач, Франком Мором и Силвијом Пасквел. Најпознатија прерада ове приче потиче из 1998. под називом „La mentira“ и улоге су припале Кејт дел Кастиљо, Гају Екеру и Карли Алварез. Десет година касније, Телемундо је снимио своју верзију са Наталијом Стрејгнард, Освалдом Риосом и Домиником Палетом у пројекту названом „Тајне и лажи“. Бразилска кућа CBT у току 2010. и 2011. снимила је и своју верзију под називом „Coracoes Feridos“ (Рањена срца). Улоге у овој верзији припале су Патрисији Барос, Синтији Фалабеља и Флавију Толезани.
- Осим шест теленовела снимљена су и два филма према истим мотивима. Оба филма имају назив „Лаж“. Први потиче из 1952. године са Маргом Лопез, Хорхеом Мистралом и Хином Кабрера, док други потиче из 1970. године и улоге су припале Хулиси, Енрикеу Лизалдеу и Бланки Санчез.
- Премијера серије Сестре на мексичком каналу "Canal del las estrellas" била је 5. јула 2010. у 19:00 сати, а двочасовно финале у недељу 13. марта 2011. у 20:00.
- Насловну нумеру „Cuando me enamoro“ отпевали су Енрике Иглесијас и Хуан Луис Гера, који су се и сами појавили у једној епизоди теленовеле.[4]
- Радни назив серије био је „Odio amarte“ (Мрзим што те волим), затим је касније промењен у „Quisera amarte“ (Желим да те волим), али је након снимљене уводне нумере одбран наслов „Cuando me enamoro“ (Када се заљубим, за Србију измењен у Сестре).
- Улогу Адријане, најбоље пријатељице главне јунакиње, требало је да игра Шерлин међутим замењена је са Венди Гонзалес. Венди је на снимању серије повредила колено и хитно је била потребна операција. Како је њена улога у серији постала значајна за даљи ток радње после 50 епизода заменила ју је глумица Флоренсија де Сарачо.[5]
- Силвија Наваро је, осим глуме, и у овој серији показала своје вокалне способности па је тако у једној од сцена свом дечку Матијасу (Хосе Рон) отпевала серенаду.
- Осим у главном граду Мексика, добар део радње серије снимљен је у Енсенади (Доња Калифорнија).
- Просечан рејтинг серије износио је 18,9%. Прва епизода имала је рејтинг од 19,4%, док је последња епизода достигла 26,9%.
- На додели награда „Premios TVyNovelas 2011“ серија је победила у 2 категорије - најбољу насловну нумеру и најбољу главну негативку (Росио Банкелс за улогу Хосефине (Фине/Пине) Алварез).[6]
- Ово је друга теленовела у којој Карлос де ла Мота и Силвија Наваро играју заједно. Први пут то је било у серији „Љубав је вечна“ где су били брат и сестра.
- Глумица Силвија Наваро у овој теленовели по први пут је заузела прво место у уводној шпици Телевисине серије. Две године раније, била је протагонисткиња серије „Љубав је вечна“, али се налазила на четвртом месту, после Лусеро, Фернанда Колунге и Серхија Сендела. Занимљив је податак да се име глумице, Силвијине супарнице у овој серији, Џесике Коч налази тек на десетом месту на уводној шпици.
- Због доброг пријема код публике, серија је продужена па је уместо планираних 100 епизода снимљено 182. Као што је то продуцент Карлос Морено радио у свом претходном пројекту „En nombre del amor“ тако су и овде у сценарио убачени нови ликови. Између осталих у другом делу серије појавили су се и Елејзер Гомез, Хулио Манино, Марко Муњоз и Мишел Рамаглија.
- Специјалне улоге у серији имали су Себастијан Руљи, Маргарита Магања, Лидија Авила, Силвија Манрикез, Хуан Анхел Еспарза, Хорхе Да Силва, Сусана Диазајас, Марио Карбаљидо, Маринеј Сендра, али и Артуро Пениче, Себастијан Зурита и Марта Хулија.
- Маргарита Магања и Себастијан Руљи играли су у теленовели „Тереза“, коју су по завршетку у Србији наследиле „Сестре“ па су их гледаоци могли видети у почетним епизодама у потпуно другачијим улогама.
- Током 2013. репризно је емитована на кабловском каналу Пинк соуп.